# 王子保站
王子保站（日语：／ Ōshio eki）是位於福井縣越前市四郎丸町，屬於福井幸福鐵道的Hapi-line Fukui線車站。

## 車站構造
車站是一座地面車站，設有2面2線的相對式月台。由於此站沒有轉轍器或絶対信號機，因此此站被分類為停留所。
此站為由福井地域鐵道部管理的無人車站。車站內沒有自動售票機，但是設有IC卡專用的簡易閘機。站內設有售票櫃臺（已關閉）和自動販賣機。車站大樓是一座木製砂漿建築物，並位於上行月台側。月台之間設有跨線橋連接。（在1971年竣工，建造公司：關組，設計：金澤鐵道管理局）
在冬季，建築物和樹木會裝設燈飾。

### 有人車站時代
當時車站設有POS終端和MARS系統，為簡易委託車站。設有2個櫃臺發售常備券。

### 月台
| 月台 | 路線               | 上下行 | 方向           |
| ---- | ------------------ | ------ | -------------- |
| 1    | ■Hapi-line Fukui線 | 上行   | 敦賀方向       |
| 2    | ■Hapi-line Fukui線 | 下行   | 福井、金澤方向 |

長久以來此站沒有編排月台編號，自ICOCA引入後才開始編排。近車站大樓一方（上行）為1號月台。

## 歷史
- 1927年12月20日：國有鐵道北陸本線鯖波站（現時為南條站）至武生站之間開設此站，為一般車站。
- 1971年：
  - 2月8日 - 開始建設跨線橋[2]。

- 3月25日：終止行李、貨物起卸業務（成為旅客車站）。
- 3月30日：跨線橋竣工。

- 1987年4月1日：伴隨國鐵分割民營化，車站由西日本旅客鐵道（JR西日本）營運。
- 2014年4月1日：不再成為簡易委託車站，成為無人車站。
- 2018年9月15日：此站可以使用ICOCA[1][3]。
- 2024年3月16日：隨北陸新幹線延伸至敦賀，車站改由福井幸福鐵道營運。

## 使用狀況
根據「福井縣統計年鑑」，以下列出近年1日平均乘車人次。
| 年度               | 一日平均 乘車人次 |
| ------------------ | ----------------- |
| 1997年（平成09年） | 320               |
| 1998年（平成10年） | 310               |
| 1999年（平成11年） | 297               |
| 2000年（平成12年） | 318               |
| 2001年（平成13年） | 326               |
| 2002年（平成14年） | 321               |
| 2003年（平成15年） | 315               |
| 2004年（平成16年） | 309               |
| 2005年（平成17年） | 305               |
| 2006年（平成18年） | 316               |
| 2007年（平成19年） | 326               |
| 2008年（平成20年） | 319               |
| 2009年（平成21年） | 302               |
| 2010年（平成22年） | 291               |
| 2011年（平成23年） | 290               |
| 2012年（平成24年） | 297               |
| 2013年（平成25年） | 291               |
| 2014年（平成26年） | 240               |
| 2015年（平成27年） | 247               |
| 2016年（平成28年） | 251               |
| 2017年（平成29年） | 253               |
| 2018年（平成30年） | 266               |

## 相鄰車站
Hapi-line Fukui
■Hapi-line Fukui線
快速
通過
普通
南條－王子保－武生

## 外部連結
- 王子保站 - Hapi-line Fukui （页面存档备份，存于）（日語）